# Lijst van nummer 1-hits in de Nederlandse Top 40 in 1978
Deze hits stonden in 1978 op nummer 1 in de Nederlandse Top 40.
| Nummer | Datum        | Artiest                            | Titel                                      |
| ------ | ------------ | ---------------------------------- | ------------------------------------------ |
| 202    | 7 januari    | Wings                              | Mull of Kintyre                            |
|        | 14 januari   | Wings                              | Mull of Kintyre                            |
|        | 21 januari   | Wings                              | Mull of Kintyre                            |
| 203    | 28 januari   | Scott Fitzgerald & Yvonne Keeley   | If I had words                             |
|        | 4 februari   | Scott Fitzgerald & Yvonne Keeley   | If I had words                             |
|        | 11 februari  | Scott Fitzgerald & Yvonne Keeley   | If I had words                             |
|        | 18 februari  | Scott Fitzgerald & Yvonne Keeley   | If I had words                             |
|        | 25 februari  | Scott Fitzgerald & Yvonne Keeley   | If I had words                             |
|        | 4 maart      | Scott Fitzgerald & Yvonne Keeley   | If I had words                             |
|        | 11 maart     | Scott Fitzgerald & Yvonne Keeley   | If I had words                             |
| 204    | 18 maart     | Blondie                            | Denis                                      |
|        | 25 maart     | Blondie                            | Denis                                      |
|        | 1 april      | Blondie                            | Denis                                      |
| 205    | 8 april      | Bee Gees                           | Stayin' alive                              |
|        | 15 april     | Bee Gees                           | Stayin' alive                              |
|        | 22 april     | Bee Gees                           | Stayin' alive                              |
| 206    | 29 april     | Boney M.                           | Rivers of Babylon / Brown girl in the ring |
|        | 6 mei        | Boney M.                           | Rivers of Babylon / Brown girl in the ring |
|        | 13 mei       | Boney M.                           | Rivers of Babylon / Brown girl in the ring |
|        | 20 mei       | Boney M.                           | Rivers of Babylon / Brown girl in the ring |
|        | 27 mei       | Boney M.                           | Rivers of Babylon / Brown girl in the ring |
|        | 3 juni       | Boney M.                           | Rivers of Babylon / Brown girl in the ring |
|        | 10 juni      | Boney M.                           | Rivers of Babylon / Brown girl in the ring |
|        | 17 juni      | Boney M.                           | Rivers of Babylon / Brown girl in the ring |
|        | 24 juni      | Boney M.                           | Rivers of Babylon / Brown girl in the ring |
| 207    | 1 juli       | John Travolta & Olivia Newton-John | You're the one that I want                 |
|        | 8 juli       | John Travolta & Olivia Newton-John | You're the one that I want                 |
|        | 15 juli      | John Travolta & Olivia Newton-John | You're the one that I want                 |
|        | 22 juli      | John Travolta & Olivia Newton-John | You're the one that I want                 |
|        | 29 juli      | John Travolta & Olivia Newton-John | You're the one that I want                 |
|        | 5 augustus   | John Travolta & Olivia Newton-John | You're the one that I want                 |
|        | 12 augustus  | John Travolta & Olivia Newton-John | You're the one that I want                 |
|        | 19 augustus  | John Travolta & Olivia Newton-John | You're the one that I want                 |
|        | 26 augustus  | John Travolta & Olivia Newton-John | You're the one that I want                 |
| 208    | 2 september  | Luv'                               | You're the greatest lover                  |
|        | 9 september  | Luv'                               | You're the greatest lover                  |
|        | 16 september | Luv'                               | You're the greatest lover                  |
|        | 23 september | Luv'                               | You're the greatest lover                  |
| 209    | 30 september | Frankie Valli                      | Grease                                     |
|        | 7 oktober    | Frankie Valli                      | Grease                                     |
| 210    | 14 oktober   | Olivia Newton-John                 | Hopelessly devoted to you                  |
|        | 21 oktober   | Olivia Newton-John                 | Hopelessly devoted to you                  |
|        | 28 oktober   | Olivia Newton-John                 | Hopelessly devoted to you                  |
|        | 4 november   | Olivia Newton-John                 | Hopelessly devoted to you                  |
| 211    | 11 november  | 10cc                               | Dreadlock holiday                          |
|        | 18 november  | 10cc                               | Dreadlock holiday                          |
|        | 25 november  | 10cc                               | Dreadlock holiday                          |
| 212    | 2 december   | Foxy                               | Get off                                    |
|        | 9 december   | Foxy                               | Get off                                    |
| 213    | 16 december  | Luv'                               | Trojan horse                               |
| 214    | 23 december  | Meat Loaf                          | Paradise by the dashboard light            |
|        | 30 december  | Geen Top 40 verschenen             | Geen Top 40 verschenen                     |